# Анастасия Узорешительница
Анастаси́я Узореши́тельница, Аги́я (Айя) Анастасия Фармаколи́трия (др.-греч. Ἀναστασία ἡ Φαρμακολύτρια; др.-греч. φαρμακολύτρια от др.-греч. φάρμακον — «зелье, снадобье, лекарство» + др.-греч. λυτρόω — «освобождать, избавлять») — святая, христианская великомученица IV века. Приняла мученическую кончину в 304 году в Сирмиуме (ныне Сремска-Митровица в Сербии) во время «великого гонения» на христиан при императоре Диоклетиане. Поэтому именуется Анастасией Сирмийской. В традиции Русской православной церкви она известна как Анастасия Узорешительница, потому что облегчала («разрешала») страдания узников-христиан.
В народной традиции восточных славян считалось, что святая помогает освобождаться от «уз беременности».

## Жизнеописание

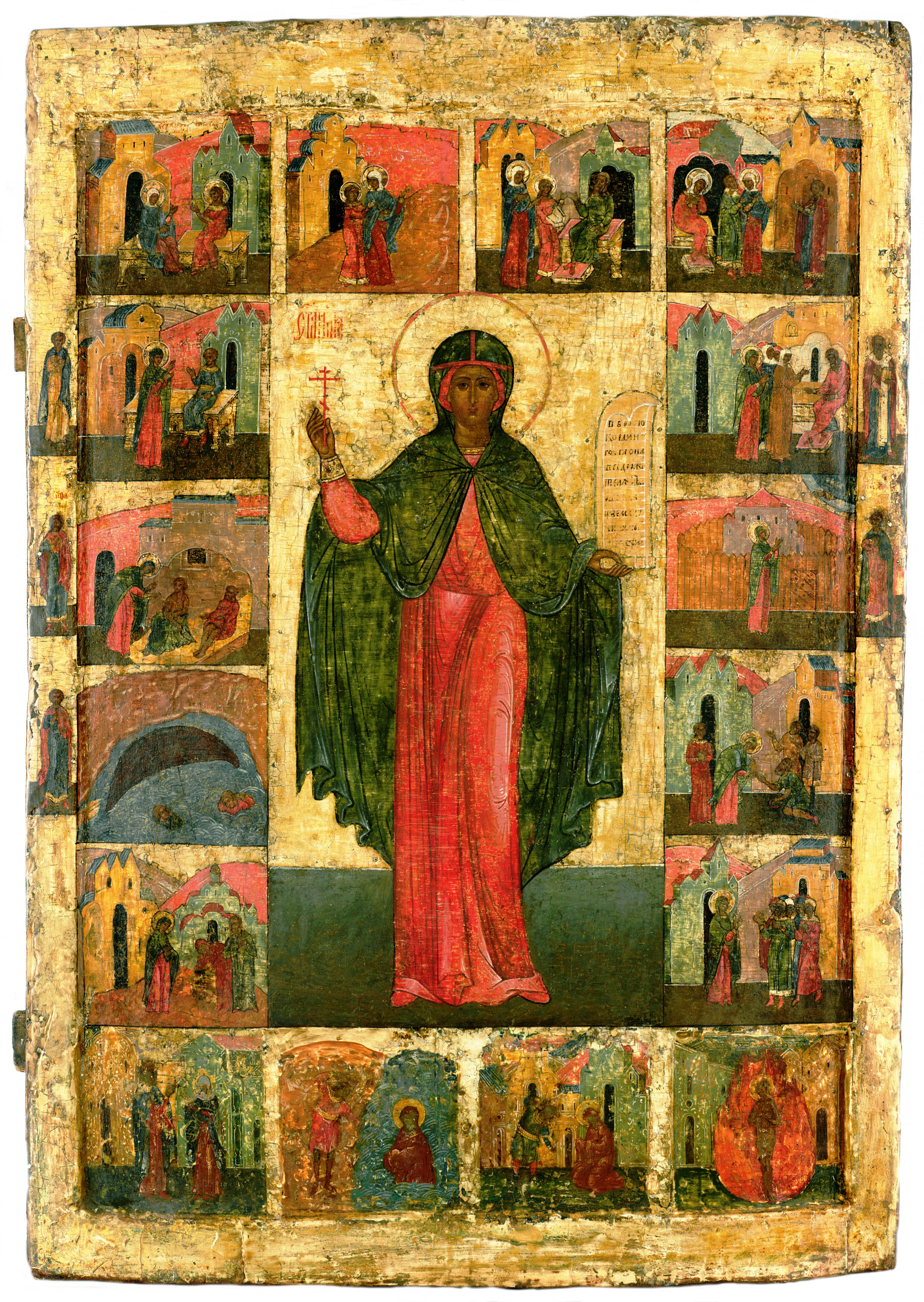
Святая Анастасия с житием. Русская икона 1580 года. Музей русских икон в Клинтоне, США

Достоверных исторических сведений о мученичестве Анастасии не сохранилось.
Согласно житию VI века, Анастасия была знатной римлянкой, ученицей святого Хрисогона. Её мать Фауста Сирмийская — тайная христианка, воспитала дочь в христианской вере. Святая Анастасия тайно посещала узников-христиан, томившихся в римских темницах и ухаживала за ними. После казни своего учителя святого Хрисогона она начала странствовать, чтобы где можно помогать христианам, которые подвергались суровым гонениям. Она прошла через Грецию, Македонию; по её прибытии в Сирмиум она была схвачена и после мучений сожжена на костре. В некоторых более поздних житиях смешаны черты биографии Анастасии Младшей и Анастасии Старшей.

## Почитание
Почитание Анастасии на Западе в IV веке было широко распространено, что подтверждает церковь Святой Анастасии, воздвигнутая в IV веке в Риме у подножия Палатина и сохранившаяся до наших дней. В этом храме традиционно папа служил вторую рождественскую мессу в честь святой Анастасии, память которой отмечается в день Рождества, трансформировавшуюся позже в так называемую «мессу на рассвете» (лат. Missa in aurora).
Мощи Святой Анастасии были в конце V века перенесены из Сирмиума в Константинополь. Оттуда частицы её мощей разошлись по Европе. В начале IX века император Никифор I подарил часть мощей святой задарскому епископу Донату, поместившему их в собор Святой Анастасии в хорватском городе Задаре. Реликварии с мощами святой Анастасии хранятся также на горе Афон, в Риме, в монастыре баварского города Бенедиктбойерна.
Честная глава находилась в монастыре Анастасии Узорешительницы, расположенном в горах на полуострове Халкидики, недалеко от города Фессалоники (Салоники). В ночь с 22 на 23 апреля 2012 года мощи были похищены.
Святая Анастасия — одна из семи женщин, за исключением Девы Марии, чьё имя включено в римский канон мессы. Имя Анастасии включено также в католическую литанию всем Святым.
Память святой Анастасии в Католической церкви — 25 декабря, в Православной церкви — 22 декабря (4 января).

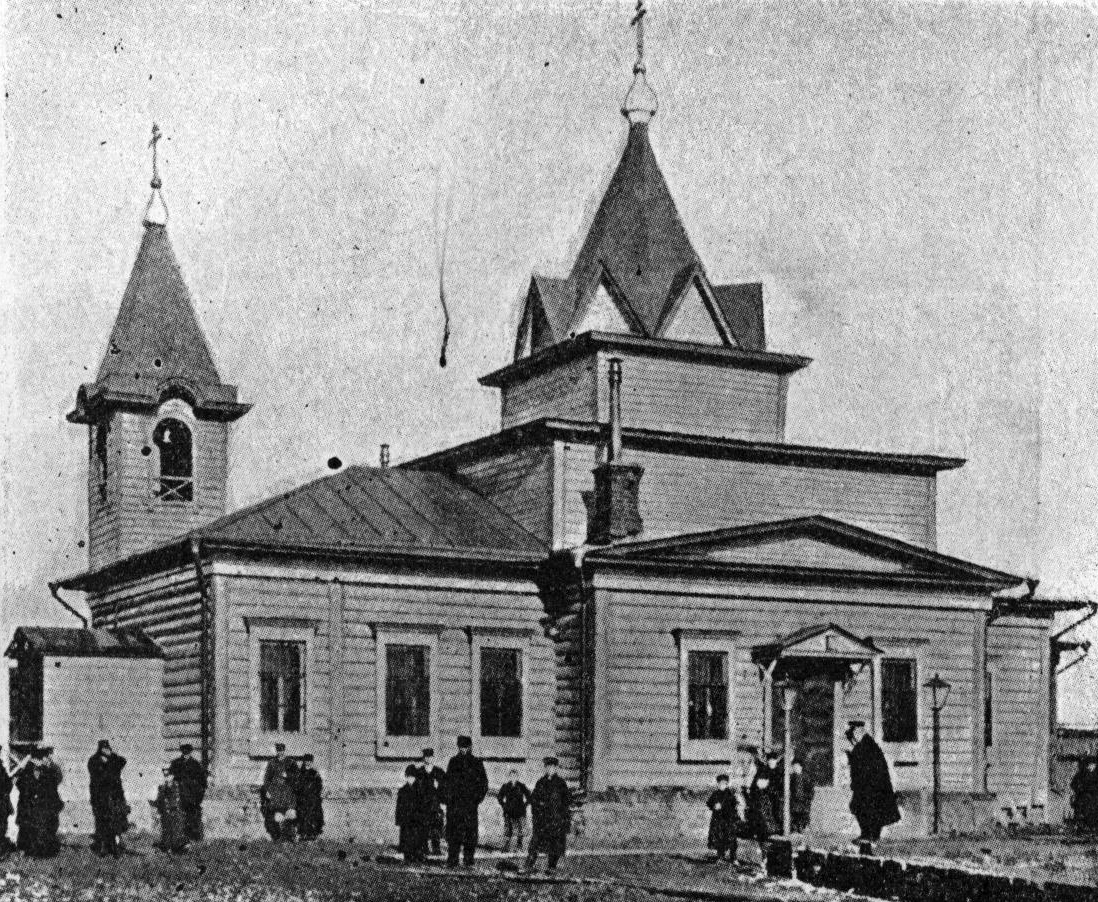
Церковь Сергиево-Пантелеимоновского братства хоругвеносцев во имя Анастасии Узорешительницы на Бутырском проезде, освящённая 29 октября 1902 года

В 1417 году в Новгороде в благодарность за избавление от чумы была поставлена деревянная церковь во имя святой Анастасии (за один день — обыденная); в 1458 году — в центре Москвы на Охотном Ряду (снесена в 1793 году). В память дня рождения великой княжны Анастасии Николаевны в Москве в 1902 году Сергиево-Пантелеимоновское братство хоругвеносцев возвело деревянную церковь Анастасии Узорешительницы (разрушена в начале 30-х годов XX века).
Частица мощей святой Анастасии находится в ковчеге-мощевике княгини Марии из Благовещенского собора Московского Кремля (1409—1410, находится в ГММК).
В июле 1995 года по благословению патриарха Алексия II на российскую космическую станцию «Мир» были доставлены две иконы Анастасии Узорешительницы, представляющие как православную, так и католическую традиции (одну из них, вышитую на ткани, благословил папа римский Иоанн Павел II), что символизировало общность корней христиан Востока и Запада.

## Иконография

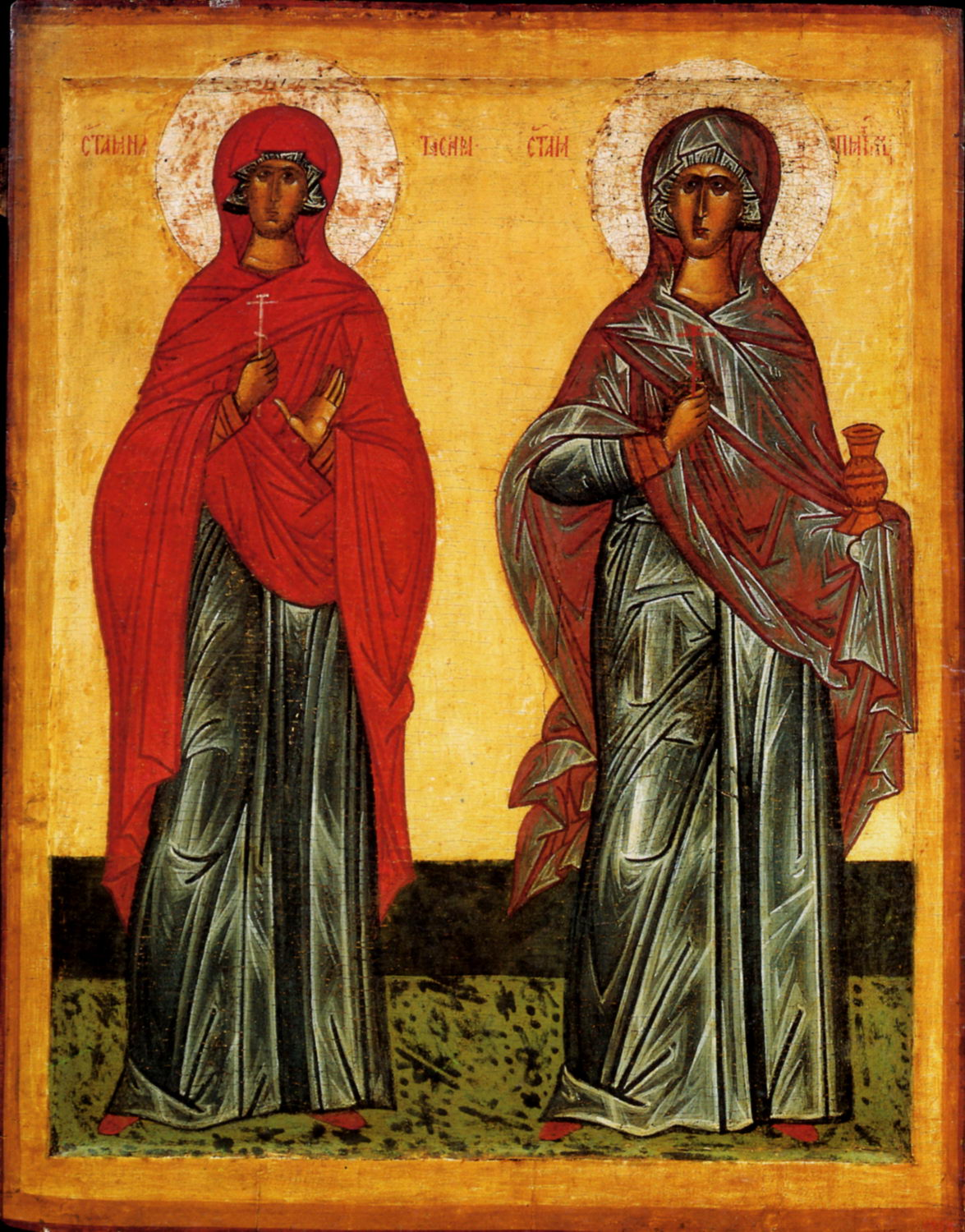
Анастасия Узорешительница и Параскева Пятница. Русская икона XV века. ГРМ

Анастасию Узорешительницу изображали в хитоне и мафории, с крестом в правой руке и открытой ладонью к молящемуся левой, нередко в её левой руке — маленький узкогорлый сосуд с лечебным маслом.

## Реликвии
- Честная глава и правая стопа великомученицы, находившиеся в монастыре Святой Анастасии Узорешительницы в Греции, были похищены 23 апреля 2012 года.
- Часть честной главы находится в монастыре Кутлумуш, Афон, Греция.
- Реликварий с частью мощей (небольшим фрагментом лобной части) находится в монастыре Бенедиктбойерн, Германия
- Саркофаг с частью мощей находится в соборе Святой Анастасии Узорешительницы, город Задар, Хорватия.

## Славянские традиции

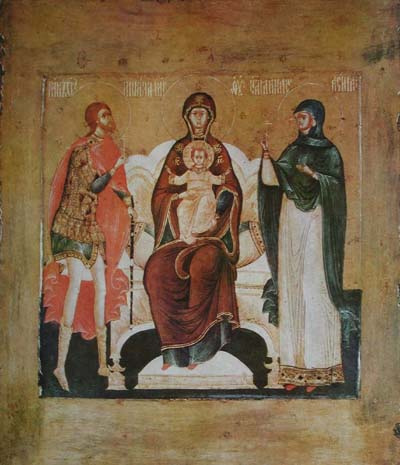
Икона «Богоматерь Печерская с предстоящими Никитой Воином и Анастасией Узорешительницей». XVII век

Наименование святой Узорешительницей трактовалось русскими по-своему: под словами «узы» (оковы), «узилище» (тюрьма) понималась беременность женщины. Считалось, что младенец привязан пуповиной к чреву матери, а акт рождения — разрешение от обузы для матери и освобождение младенца из материнского чрева-узилища. Символике уз придавалось большое значение: считалось, что беременная не должна была сматывать верёвки, завязывать узлы, сучить нити, а в одежде рожающей женщины не должно быть узлов. У восточных славян святая считалась покровительницей беременных и целительницей, поэтому ей молились во время родов. В Новгородской иконописи среди святых жён по степени почитания она занимает второе место после святой Параскевы Пятницы. В день памяти святой женщины не трудились. Святая соотносится с Богородицей, Неделей (воскресеньем) и Параскевой Пятницей.
Болгары в Родопах и Страндже почитали святую как «Нашташу», «Чёрную святую» или «Бабу чёрную» (болг. Нашташа, света Чьорна, Баба Черна). День был связан с представлениями о смерти. Женщины не выполняли никакой работы, чтобы не «почернел» дом, то есть чтобы никто в семье не умер (ср. Анна тёмная).